# Grammy Latino de Álbum do Ano
O Grammy Latino de Álbum do Ano premia artistas, produtores, engenheiros e/ou mixers e engenheiros de produção desde a 1ª edição do Grammy Latino. Álbuns de gravações lançados anteriormente, como reedições, compilações antigas e álbuns de grandes sucessos não são elegíveis ao prêmio. Devido às crescentes mudanças musicais na indústria, a partir de 2012 a categoria inclui 10 indicados, de acordo com uma reestruturação feita pela Academia.
Juan Luis Guerra foi o mais premiado na categoria com quatro vitórias (uma como produtor). Alejandro Sanz e Juanes venceram três vezes cada. Seguido por Calle 13, Luis Miguel e Rosalía com dois álbuns vencedores. A cantora e compositora colombiana Shakira se tornou a primeira mulher a receber o prêmio em 2006. Os álbuns mais indicados foram gravados em língua espanhola, embora Djavan, Chico Buarque, Gilberto Gil, Ivan Lins, Maria Rita, Ivete Sangalo, Tribalistas e Caetano Veloso tenham sido indicados por discos gravados em língua portuguesa, com Lins ganhando o prêmio em 2005 por Cantando Histórias.
Miguel Bosé é o intérprete mais nomeado sem vitória, com cinco indicações.

## Múltiplas vitórias
| N.º de vitórias | País                 |
| --------------- | -------------------- |
| 6               | Espanha              |
| 5               | Colômbia             |
| 5               | Porto Rico           |
| 3               | República Dominicana |
| 2               | México               |
| 2               | Panamá               |

| N.º de vitórias | País             |
| --------------- | ---------------- |
| 4               | Juan Luis Guerra |
| 3               | Alejandro Sanz   |
| 3               | Juanes           |
| 2               | Calle 13         |
| 2               | Luis Miguel      |
| 2               | Rosalía          |

## Vencedores

### Década de 2000
| Ano  | Artista                             | Álbum                       | País                 | Resultado |
| ---- | ----------------------------------- | --------------------------- | -------------------- | --------- |
| 2000 | Luis Miguel                         | Amarte Es Un Placer         | Porto Rico           | Venceu    |
| 2000 | Juan Luis Guerra & 440              | Ni Es Lo Mismo Ni Es Igual  | República Dominicana | Indicado  |
| 2000 | Caetano Veloso                      | Livro                       | Brasil               | Indicado  |
| 2000 | Carlos Vives                        | El Amor de Mi Terra         | Colômbia             | Indicado  |
| 2000 | Shakira                             | MTV Unplugged (Shakira)     | Colômbia             | Indicado  |
| 2001 | Alejandro Sanz                      | El alma al aire             | Espanha              | Venceu    |
| 2001 | Vicente Amigo                       | Ciudad de Las Ideas         | Espanha              | Indicado  |
| 2001 | Gilberto Gil                        | As Canções de Eu, Tu, Eles  | Brasil               | Indicado  |
| 2001 | Juanes                              | Fíjate Bien                 | Colômbia             | Indicado  |
| 2001 | Paulina Rubio                       | Paulina                     | México               | Indicado  |
| 2002 | Alejandro Sanz                      | MTV Unplugged               | Espanha              | Venceu    |
| 2002 | Miguel Bosé                         | Sereno                      | Panamá               | Indicado  |
| 2002 | Celia Cruz                          | La Negra Tiene Tumbao       | Cuba                 | Indicado  |
| 2002 | Ivan Lins                           | Jobiniando                  | Brasil               | Indicado  |
| 2002 | Carlos Vives                        | Déjame Entrar               | Colômbia             | Indicado  |
| 2003 | Juanes                              | Un Día Normal               | Colômbia             | Venceu    |
| 2003 | Bacilos                             | Caraluna                    | Estados Unidos       | Indicado  |
| 2003 | Rubén Blades                        | Mundo                       | Panamá               | Indicado  |
| 2003 | Alexandre Pires                     | Estrela Guia                | Brasil               | Indicado  |
| 2003 | Tribalistas                         | Tribalistas                 | Brasil               | Indicado  |
| 2004 | Alejandro Sanz                      | No es lo mismo              | Espanha              | Venceu    |
| 2004 | Café Tacvba                         | Cuatro Caminos              | México               | Indicado  |
| 2004 | Kevin Johansen                      | Sur O No Sur                | Argentina            | Indicado  |
| 2004 | Maria Rita                          | Maria Rita                  | Brasil               | Indicado  |
| 2004 | Bebo Valdés e Diego El Cigala       | Lágrimas Negras             | Cuba Espanha         | Indicado  |
| 2005 | Ivan Lins                           | Cantando Histórias          | Brasil               | Venceu    |
| 2005 | Bebe                                | Pafuera Telarañas           | Espanha              | Indicado  |
| 2005 | Obie Bermúdez                       | Todo El Año                 | Porto Rico           | Indicado  |
| 2005 | Intocable                           | X (álbum)                   | Estados Unidos       | Indicado  |
| 2005 | Diego Torres                        | TV Unplugged                | Argentina            | Indicado  |
| 2006 | Shakira                             | Fijación oral vol. 1        | Colômbia             | Venceu    |
| 2006 | Gustavo Cerati                      | Ahí Vamos                   | Argentina            | Indicado  |
| 2006 | Chayanne                            | Cautivo                     | Porto Rico           | Indicado  |
| 2006 | León Gieco                          | Por Favor, Perdón y Gracias | Argentina            | Indicado  |
| 2006 | Julieta Venegas                     | Limón y Sal                 | Estados Unidos       | Indicado  |
| 2007 | Juan Luis Guerra e 440              | La llave de mí corazón      | República Dominicana | Venceu    |
| 2007 | Miguel Bosé                         | Papito                      | Panamá               | Indicado  |
| 2007 | Calle 13                            | Residente o Visitante       | Porto Rico           | Indicado  |
| 2007 | Ricky Martin                        | MTV Unplugged               | Porto Rico           | Indicado  |
| 2007 | Alejandro Sanz                      | El tren de los momentos     | Espanha              | Indicado  |
| 2008 | Juanes                              | La vida...Es un ratico      | Colômbia             | Venceu    |
| 2008 | Concha Buika                        | Niña de Fuego               | Espanha              | Indicado  |
| 2008 | Café Tacvba                         | Sino                        | México               | Indicado  |
| 2008 | Vicente Fernández                   | Para siempre                | México               | Indicado  |
| 2008 | Kany García                         | Cualquiér Día               | Porto Rico           | Indicado  |
| 2009 | Calle 13                            | Los de atrás vienen conmigo | Porto Rico           | Venceu    |
| 2009 | Andrés Cepeda                       | Día tras día                | Colômbia             | Indicado  |
| 2009 | Luis Enrique                        | Ciclos                      | Nicarágua            | Indicado  |
| 2009 | Ivan Lins e Orquestra Metropolitana | Regência: Vince Mendoza     | Brasil               | Indicado  |
| 2009 | Mercedes Sosa                       | Cantora 1                   | Argentina            | Indicado  |

### Década de 2010
| Ano  | Artista                                      | Álbum                                                                             | País                 | Resultado |
| ---- | -------------------------------------------- | --------------------------------------------------------------------------------- | -------------------- | --------- |
| 2010 | Juan Luis Guerra                             | A Son de Guerra                                                                   | República Dominicana | Venceu    |
| 2010 | Bebe                                         | Y.                                                                                | Espanha              | Indicado  |
| 2010 | Miguel Bosé                                  | Cardio                                                                            | Panamá               | Indicado  |
| 2010 | Camila                                       | Dejarte de Amar                                                                   | México               | Indicado  |
| 2010 | Alejandro Sanz                               | Paraíso Express                                                                   | Espanha              | Indicado  |
| 2011 | Calle 13                                     | Entren los que quieran                                                            | Porto Rico           | Venceu    |
| 2011 | Alex, Jorge y Lena                           | Alex, Jorge y Lena                                                                | Estados Unidos       | Indicado  |
| 2011 | Franco De Vita                               | En primera fila                                                                   | Venezuela            | Indicado  |
| 2011 | Enrique Iglesias                             | Euphoria                                                                          | Espanha              | Indicado  |
| 2011 | Shakira                                      | Sale el sol                                                                       | Colômbia             | Indicado  |
| 2012 | Juanes                                       | Juanes MTV Unplugged                                                              | Colômbia             | Venceu    |
| 2012 | Ricardo Arjona                               | Independiente                                                                     | Guatemala            | Indicado  |
| 2012 | Bebe                                         | Un pokito de rocanrol                                                             | Espanha              | Indicado  |
| 2012 | Chico Buarque                                | Chico                                                                             | Brasil               | Indicado  |
| 2012 | ChocQuibTown                                 | Eso es lo que hay                                                                 | Colômbia             | Indicado  |
| 2012 | Jesse & Joy                                  | ¿Con quién se queda el perro?                                                     | México               | Indicado  |
| 2012 | Carla Morrison                               | Déjenme llorar                                                                    | México               | Indicado  |
| 2012 | Reik                                         | Peligro                                                                           | México               | Indicado  |
| 2012 | Arturo Sandoval                              | Dear Diz (Every Day I Think of You)                                               | Cuba                 | Indicado  |
| 2012 | Ivete Sangalo, Gilberto Gil e Caetano Veloso | Ivete, Gil e Caetano                                                              | Brasil               | Indicado  |
| 2013 | Robi Draco Rosa                              | Vida                                                                              | Porto Rico           | Venceu    |
| 2013 | Pablo Alborán                                | Tanto                                                                             | Espanha              | Indicado  |
| 2013 | Bajofondo                                    | Presente                                                                          | Argentina            | Indicado  |
| 2013 | Miguel Bosé                                  | Papitwo                                                                           | Panamá               | Indicado  |
| 2013 | Andrés Cepeda                                | Lo Mejor Que Hay En Mi Vida                                                       | Colômbia             | Indicado  |
| 2013 | Natalie Cole                                 | Natalie Cole en Español                                                           | Estados Unidos       | Indicado  |
| 2013 | Guaco                                        | Escultura                                                                         | Venezuela            | Indicado  |
| 2013 | Gian Marco Zignago                           | Versiones                                                                         | Peru                 | Indicado  |
| 2013 | Alejandro Sanz                               | La Música No se Toca                                                              | Espanha              | Indicado  |
| 2013 | Carlos Vives                                 | Corazón Profundo                                                                  | Colômbia             | Indicado  |
| 2014 | Paco de Lucía                                | Canción Andaluza                                                                  | Espanha              | Venceu    |
| 2014 | Marc Anthony                                 | 3.0                                                                               | Estados Unidos       | Indicado  |
| 2014 | Rubén Blades                                 | Tangos                                                                            | Panamá               | Indicado  |
| 2014 | Calle 13                                     | Multi_Viral                                                                       | Porto Rico           | Indicado  |
| 2014 | Camila                                       | Elypse                                                                            | México               | Indicado  |
| 2014 | Lila Downs, Niña Pastori, Soledad            | Raíz                                                                              | México / Espanha     | Indicado  |
| 2014 | Jorge Drexler                                | Bailar en la Cueva                                                                | Uruguai              | Indicado  |
| 2014 | Fonseca                                      | Sinfónico                                                                         | Colômbia             | Indicado  |
| 2014 | Jarabe de Palo                               | Somos                                                                             | Espanha              | Indicado  |
| 2014 | Carlos Vives                                 | Más Corazón Profundo                                                              | Colômbia             | Indicado  |
| 2015 | Juan Luis Guerra 4.40                        | Todo Tiene Su Hora                                                                | República Dominicana | Venceu    |
| 2015 | Pepe Aguilar                                 | MTV Unplugged                                                                     | Estados Unidos       | Indicado  |
| 2015 | Rubén Blades & Roberto Delgado & Orquesta    | Son de Panamá                                                                     | Panamá               | Indicado  |
| 2015 | Miguel Bosé                                  | Amo                                                                               | Panamá               | Indicado  |
| 2015 | Café Quijano                                 | Orígenes: El Bolero Volumen 3                                                     | Espanha              | Indicado  |
| 2015 | Natalia Jiménez                              | Creo En Mí                                                                        | Argentina            | Indicado  |
| 2015 | Natalia Lafourcade                           | Hasta la Raíz                                                                     | México               | Indicado  |
| 2015 | Monsieur Periné                              | Caja De Música                                                                    | Colômbia             | Indicado  |
| 2015 | Alejandro Sanz                               | Sirope                                                                            | Espanha              | Indicado  |
| 2015 | María Toledo                                 | ConSentido                                                                        | Espanha              | Indicado  |
| 2016 | Juan Gabriel                                 | Los Dúo 2                                                                         | México               | Venceu    |
| 2016 | Pablo Alborán                                | Tour Terral                                                                       | Espanha              | Indicado  |
| 2016 | Andrea Bocelli                               | Cinema (Edición En Español)                                                       | Itália               | Indicado  |
| 2016 | Andrés Cepeda                                | Mil Ciudades                                                                      | Colômbia             | Indicado  |
| 2016 | Djavan                                       | Vidas Pra Contar                                                                  | Brasil               | Indicado  |
| 2016 | Fonseca                                      | Conexión                                                                          | Colômbia             | Indicado  |
| 2016 | Jesse & Joy                                  | Un Besito Más                                                                     | México               | Indicado  |
| 2016 | José Lugo & Guasábara Combo                  | ¿Donde Están?                                                                     | Porto Rico           | Indicado  |
| 2016 | Diego Torres                                 | Buena Vida                                                                        | Argentina            | Indicado  |
| 2016 | Julieta Venegas                              | Algo Sucede                                                                       | Estados Unidos       | Indicado  |
| 2017 | Rubén Blades com Roberto Delgado & Orquesta  | Salsa Big Band                                                                    | Panamá               | Venceu    |
| 2017 | Antonio Carmona                              | Obras Son Amores                                                                  | Espanha              | Indicado  |
| 2017 | Vicente García                               | A La Mar                                                                          | República Dominicana | Indicado  |
| 2017 | Nicky Jam                                    | Fénix                                                                             | Estados Unidos       | Indicado  |
| 2017 | Juanes                                       | Mis Planes Son Amarte                                                             | Colômbia             | Indicado  |
| 2017 | Mon Laferte                                  | La Trenza                                                                         | Chile                | Indicado  |
| 2017 | Natalia Lafourcade                           | Musas (Un Homenaje al Folclore Latinoamericano en Manos de Los Macorinos, Vol. 1) | México               | Indicado  |
| 2017 | Residente                                    | Residente                                                                         | Porto Rico           | Indicado  |
| 2017 | Shakira                                      | El Dorado                                                                         | Colômbia             | Indicado  |
| 2017 | Danay Suárez                                 | Palabras Manuales                                                                 | Cuba                 | Indicado  |
| 2018 | Luis Miguel                                  | ¡México por siempre!                                                              | Porto Rico           | Venceu    |
| 2018 | Pablo Alborán                                | Prometo                                                                           | Espanha              | Indicado  |
| 2018 | J Balvin                                     | Vibras                                                                            | Colômbia             | Indicado  |
| 2018 | Chico Buarque                                | Caravanas                                                                         | Brasil               | Indicado  |
| 2018 | Jorge Drexler                                | Salvavidas de Hielo                                                               | Uruguai              | Indicado  |
| 2018 | El David Aguilar                             | Siguiente                                                                         | México               | Indicado  |
| 2018 | Kany García                                  | Soy Yo                                                                            | Porto Rico           | Indicado  |
| 2018 | Natalia Lafourcade                           | Musas (Un Homenaje al Folclore Latinoamericano en Manos de Los Macorinos, Vol. 2) | México               | Indicado  |
| 2018 | Monsieur Periné                              | Encanto Tropical                                                                  | Colômbia             | Indicado  |
| 2018 | Rozalén                                      | Cuando El Río Suena...                                                            | Espanha              | Indicado  |
| 2019 | Rosalía                                      | El Mal Querer                                                                     | Espanha              | Venceu    |
| 2019 | Paula Arenas                                 | Visceral                                                                          | Colômbia             | Indicado  |
| 2019 | Rubén Blades                                 | Paraíso Road Gang                                                                 | Panamá               | Indicado  |
| 2019 | Andrés Calamaro                              | Cargar la Suerte                                                                  | Argentina            | Indicado  |
| 2019 | Fonseca                                      | Agustín                                                                           | Colômbia             | Indicado  |
| 2019 | Luis Fonsi                                   | Vida                                                                              | Porto Rico           | Indicado  |
| 2019 | Alejandro Sanz                               | #ElDisco                                                                          | Espanha              | Indicado  |
| 2019 | Ximena Sariñana                              | ¿Dónde Bailarán las Niñas?                                                        | México               | Indicado  |
| 2019 | Tony Succar                                  | Más de Mi                                                                         | Peru                 | Indicado  |
| 2019 | Sebastián Yatra                              | Fantasía                                                                          | Colômbia             | Indicado  |

### Década de 2020
| Ano  | Artista                                   | Álbum                               | País                 | Resultado |
| ---- | ----------------------------------------- | ----------------------------------- | -------------------- | --------- |
| 2020 | Natalia Lafourcade                        | Un Canto por México, Vol. 1         | México               | Venceu    |
| 2020 | Bad Bunny                                 | YHLQMDLG                            | Porto Rico           | Indicado  |
| 2020 | J Balvin e Bad Bunny                      | Oasis                               | Colômbia/ Porto Rico | Indicado  |
| 2020 | J Balvin                                  | Colores                             | Colômbia             | Indicado  |
| 2020 | Camilo                                    | Por Primera Vez                     | Colômbia             | Indicado  |
| 2020 | Kany García                               | Mesa Para Dos                       | Porto Rico           | Indicado  |
| 2020 | Jesse & Joy                               | Aire                                | México               | Indicado  |
| 2020 | Ricky Martin                              | Pausa                               | Porto Rico           | Indicado  |
| 2020 | Fito Páez                                 | La Conquista del Espacio            | Argentina            | Indicado  |
| 2020 | Carlos Vives                              | Cumbiana                            | Colômbia             | Indicado  |
| 2021 | Rubén Blades e Roberto Delgado & Orquesta | SALSWING!                           | Panamá               | Venceu    |
| 2021 | Pablo Alborán                             | Vértigo                             | Espanha              | Indicado  |
| 2021 | Paula Arenas                              | Mis Amores                          | Colômbia             | Indicado  |
| 2021 | Bad Bunny                                 | El Último Tour del Mundo            | Porto Rico           | Indicado  |
| 2021 | Camilo                                    | Mis Manos                           | Colômbia             | Indicado  |
| 2021 | Nana Caymmi                               | Nana, Tom, Vinicius                 | Brasil               | Indicado  |
| 2021 | Juan Luis Guerra                          | Privé                               | República Dominicana | Indicado  |
| 2021 | Juanes                                    | Origen                              | Colômbia             | Indicado  |
| 2021 | Natalia Lafourcade                        | Un Canto por México, Vol. 2         | México               | Indicado  |
| 2021 | C. Tangana                                | El Madrileño                        | Espanha              | Indicado  |
| 2022 | Rosalía                                   | Motomami (Digital Album)            | Espanha              | Venceu    |
| 2022 | Christina Aguilera                        | Aguilera                            | Estados Unidos       | Indicado  |
| 2022 | Marc Anthony                              | Pa'llá Voy                          | Estados Unidos       | Indicado  |
| 2022 | Bad Bunny                                 | Un Verano Sin Ti                    | Porto Rico           | Indicado  |
| 2022 | Jorge Drexler                             | Tinta y Tiempo                      | Uruguai              | Indicado  |
| 2022 | Alejandro Sanz                            | Sanz                                | Espanha              | Indicado  |
| 2022 | Sebastián Yatra                           | Dharma                              | Colômbia             | Indicado  |
| 2022 | Bomba Estéreo                             | Deja                                | Colômbia             | Indicado  |
| 2022 | Elsa y Elmar                              | Ya No Somos Los Mismos              | Colômbia             | Indicado  |
| 2022 | Fonseca                                   | Viajante                            | Colômbia             | Indicado  |
| 2023 | Karol G                                   | Mañana Será Bonito                  | Colômbia             | Venceu    |
| 2023 | Pablo Alborán                             | La Cuarta Hoja                      | Espanha              | Indicado  |
| 2023 | Paula Arenas                              | A Ciegas                            | Colômbia             | Indicado  |
| 2023 | Camilo                                    | De Adentro Pa Afuera                | Colômbia             | Indicado  |
| 2023 | Juanes                                    | Vida Cotidiana                      | Colômbia             | Indicado  |
| 2023 | Natalia Lafourcade                        | De Todas las Flores                 | México               | Indicado  |
| 2023 | Ricky Martin                              | Play                                | Porto Rico           | Indicado  |
| 2023 | Fito Páez                                 | EADDA9223                           | Argentina            | Indicado  |
| 2024 | Juan Luis Guerra                          | Radio Güira                         | República Dominicana | Venceu    |
| 2024 | Ángela Aguilar                            | Bolero                              | México               | Indicado  |
| 2024 | Camilo                                    | Cuatro                              | Colômbia             | Indicado  |
| 2024 | Xande de Pilares                          | Xande canta Caetano                 | Brasil               | Indicado  |
| 2024 | Karol G                                   | Mañana Será Bonito (Bichota Season) | Colômbia             | Indicado  |
| 2024 | Kany García                               | García                              | Porto Rico           | Indicado  |
| 2024 | Mon Laferte                               | Autopoiética                        | Chile                | Indicado  |
| 2024 | Carín León                                | Boca Chueca, Vol. 1                 | México               | Indicado  |
| 2024 | Residente                                 | Las Letras Ya No Importan           | Porto Rico           | Indicado  |
| 2024 | Shakira                                   | Las Mujeres Ya No Lloran            | Colômbia             | Indicado  |